# 加古智美
加古　智美（かこ　ともみ、1965年12月28日 - ）は、愛知県出身の日本の柔道家。現役時代は56kg級の選手。身長156cm。

## 人物
八幡中学3年の時に地元の名古屋で開催された環太平洋柔道選手権大会の52㎏級で3位になった。半田商業高校3年の時に強化選手選考会と体重別の56kg級でそれぞれ3位に入った。1984年に国際武道大学の柔道部に1期生として入学すると、1年の時には強化選手選考会で3位だった。2年の時には強化選手選考会で決勝まで進むが、北海道女子短大1年の渡部五月に敗れて2位にとどまった。体重別では3位だった。3年の時には体重別の決勝で日本電気の水滝栄子を縦四方固で破って初優勝を飾り、世界選手権代表に選ばれた。世界選手権では初戦でオランダのヒタ・フロスに敗れた。

## 主な戦績
- 1981年　- 環太平洋柔道選手権大会 3位(52㎏級)
- 1983年　- 強化選手選考会 3位
- 1983年 -　体重別　3位
- 1984年　- 強化選手選考会 3位
- 1985年　- 強化選手選考会 2位
- 1985年 -　体重別　3位
- 1986年 -　体重別　優勝

(出典、JudoInside.com)